# Roksana Węgiel
Roksana Emilia Węgiel (Jaslo; 11 de enero de 2005) es una cantante polaca. Representó a Polonia en el Festival de la Canción de Eurovisión Junior 2018 con la canción «Anyone I Want to Be», y ganó la competencia, convirtiéndose en la primera participante polaca en ganar el Festival de la Canción de Eurovisión Junior.
Węgiel ha recibido numerosos elogios, incluido el MTV Europe Music Award a la Mejor Actuación Polaca 2019, una nominación al Kids 'Choice Award y varios premios Fryderyk.
Antes de Eurovisión Junior, Węgiel ganó la primera temporada de la versión polaca de The Voice Kids, donde fue entrenada por Edyta Górniak.

## Primeros años
Węgiel nació en Jasło, Polonia. De niña, compitió en gimnasia artística y bailes de salón, y también compitió en judo a nivel internacional. Węgiel comenzó a cantar a los ocho años, durante un concierto de karaoke en un campamento de judo en Croacia.

## Carrera

### 2017-presente: The Voice Kids y Junior Eurovision
La carrera de cantante profesional de Węgiel comenzó en 2017, cuando audicionó para la primera temporada de la versión polaca de The Voice Kids. En su audición a ciegas, cantó «Halo» de la estrella del pop estadounidense Beyoncé y los tres entrenadores le dieron la vuelta, y finalmente se unió al equipo de la cantautora polaca Edyta Górniak, quien representó a Polonia en el Festival de Eurovisión de 1994. Cuando Górniak escuchó por primera vez la voz de Węgiel, la describió como 'irreal' y declaró que no creía que incluso Beyoncé tuviera una voz tan fuerte a esa edad. Węgiel avanzó en la competencia hasta ser declarada ganadora durante la final el 24 de febrero de 2018, interpretando la canción «To nie ja!» de Górniak  y una canción original «Żyj». Después de ganar la competencia, firmó con Universal Music Polska y lanzó su segundo sencillo «Obiecuję». En octubre de 2018, Węgiel actuó con Górniak en el sencillo «Zatrzymać chwilę», grabado para la banda sonora de la versión polaca de la película Hotel Transylvania 3: Summer Vacation.
El 21 de septiembre, Węgiel fue anunciada por la emisora polaca Telewizja Polska (TVP) como representante de Polonia en el Festival de la Canción de Eurovisión Júnior 2018, que se celebraría en Minsk, Bielorrusia. Su canción para la competencia, titulada «Anyone I Want to Be», fue escrita por un equipo internacional formado por la cantante polaca Lanberry, el productor danés Cutfather, la compositora británico-estadounidense Maegan Cottone y el músico danés-noruego Daniel Heløy Davidsen. La canción fue lanzada el 6 de noviembre, con su video musical el mismo día. El video superó el millón de visitas en YouTube en dos semanas, convirtiéndose en el video más visto del concurso de 2018. El concurso se llevó a cabo el 25 de noviembre, donde finalmente Węgiel fue coronada ganadora, ocupando el primer lugar entre el público espectador y el séptimo con los jurados profesionales. Węgiel es la primera participante polaca en ganar el Festival de la Canción de Eurovisión Junior.
El 12 de abril de 2019, Roksana lanzó su primera canción internacional, llamada «Lay Low», aunque recibió muchas críticas por ello, ya que algunos decían que era inapropiada para su edad.
El 22 de agosto de 2019, Roksana fue anunciada como una de las anfitrionas del Festival de la Canción de Eurovisión Junior 2019 junto con Ida Nowakowska y Aleksander Sikora. Węgiel es la primera exganadora en albergar una edición del concurso, aunque ha habido participantes anteriores que han albergado ediciones pasadas, como Lizi Pop y Helena Meraai.
En los MTV Europe Music Awards 2019, ganó el premio a la Mejor Actuación Polaca. Es la primera ganadora del Festival de la Canción de Eurovisión Juvenil en ganar este premio, ya que no ha habido ganadores polacos anteriores. Węgiel interpretó su canción «Anyone I Want to Be» en el Festival de la Canción de Eurovisión Junior 2019 como un acto de intervalo. En octubre de 2019, Węgiel también realizó su primera gira, The X Tour Roxie.

## Discografía

### Álbumes de estudio
| Álbum          | Detalles                                                                                           | Posiciones en listas | Ventas        | Certificacines  |
| Álbum          | Detalles                                                                                           | POL                  | Ventas        | Certificacines  |
| -------------- | -------------------------------------------------------------------------------------------------- | -------------------- | ------------- | --------------- |
| Roksana Węgiel | - Lanzamiento: 7 de junio de 2019 - Sello: Universal Music Polska - Formatos: CD, descarga digital | 3                    | - POL: 30,000 | - ZPAV: Platino |
| 13+5           | - Lanzamiento: 2023                                                                                |                      |               |                 |

## Premios y nominaciones
| Año  | Ceremonia                     | Categoría                   | Resultado |
| ---- | ----------------------------- | --------------------------- | --------- |
| 2019 | Fryderyki 2019                | Nueva cara de la fonografía | Nominada  |
| 2019 | Kid's Choice Awards           | Artista polaco favorito     | Nominada  |
| 2019 | Plejada Awards                | Debut del año               | Ganadora  |
| 2019 | Top of the Top Sopot Festival | Young Choice Award          | Ganadora  |
| 2019 | JOY Influencer of the Year    | Music Influencer            | Nominada  |
| 2019 | MTV Europe Music Awards       | Mejor acto polaco           | Ganadora  |
| 2020 | Bestsellery Empiku 2019       | Pop Music                   | Ganadora  |
| 2020 | Fryderyki 2020                | Álbum del año               | Nominada  |
| 2020 | Kid's Choice Awards           | Artista polaco favorito     | Ganadora  |